# Fletcher Christian

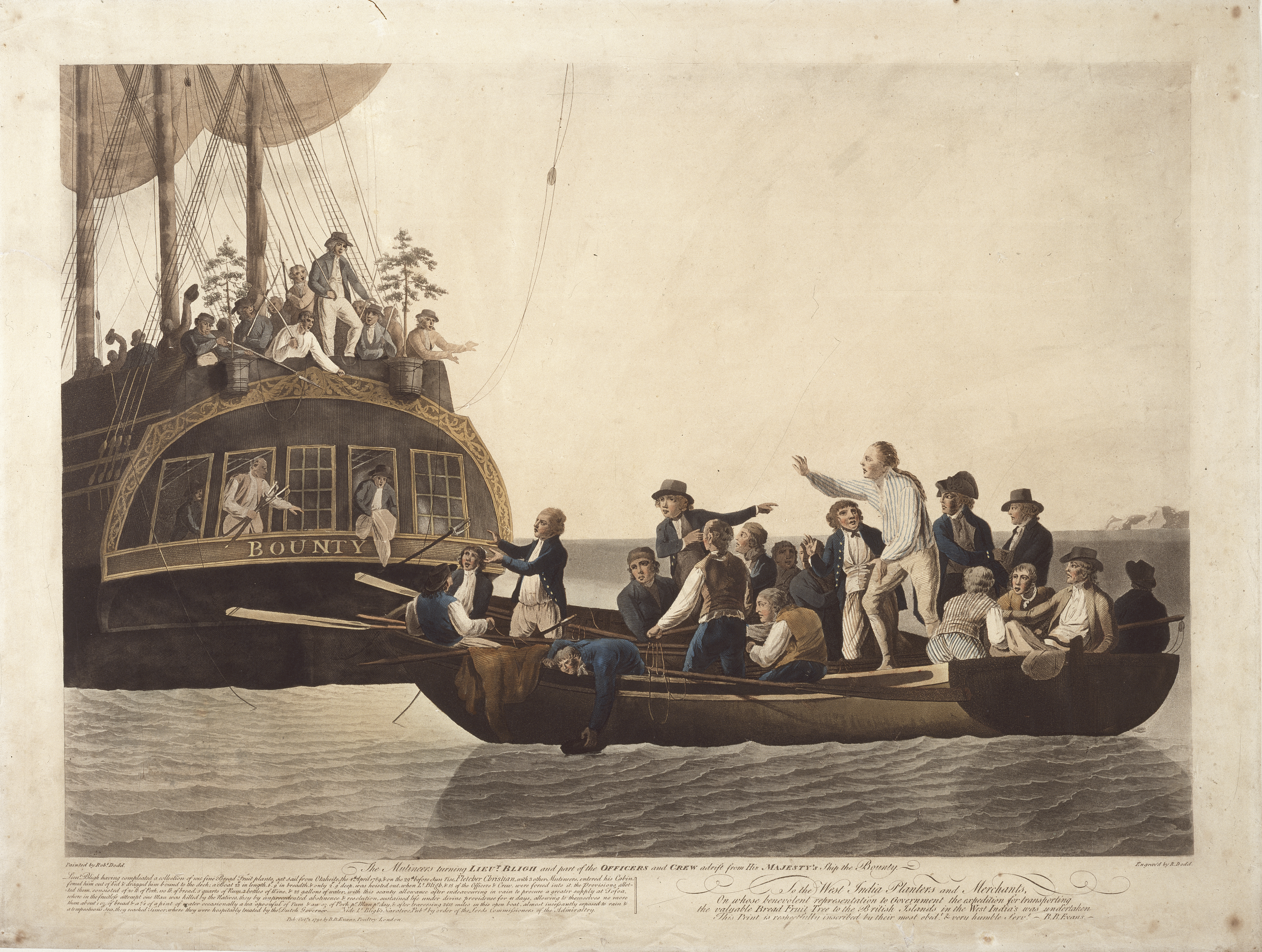
Vzbouřenci vysazují kapitána lodi a část posádky, nejvýše postavená osoba v klobouku na zádi lodi pravděpodobně představuje Fletchera Christiana (ilustrace z roku 1790)

Fletcher Christian (25. září 1764 Brigham, Cumbria – 3. říjen 1793 Adamstown,
Pitcairnovy ostrovy) byl britský námořní důstojník, pomocník navigačního důstojníka (Master's Mate), během plavby povýšen na zastupujícího poručíka (Acting Lieutenant), a posléze vůdce vzpoury na HMS Bounty.
Pocházel z významné rodiny, jako námořník se dostal do Indie a s Williamem Blighem se plavil na Jamajku.  Později se v hodnosti pomocníka navigačního důstojníka účastnil výpravy Williama Bligha na Tahiti. Cílem výpravy bylo přepravit sazenice chlebovníku z Tahiti do Střední Ameriky. Během pobytu na Tahiti se však vztahy mezi poručíkem Blighem a Christianem povážlivě zhoršily a Bligh na zpáteční plavbě obvinil Christiana z krádeže.
28. dubna Christian v čele několika vzbouřenců poručíka Bligha s částí jeho věrných námořníků vysadil do člunu v Tichém oceánu a s lodí Bounty odplul na ostrov Tubuai, kde chtěl založit osadu. Když se jeho záměr nevydařil, s lodí se vrátil na Tahiti.
Kvůli obavám z trestu za únos lodi, který jim hrozil od britských úřadů Tahiti raději opustili a hledali nové útočiště. Nakonec 15. ledna 1790 dopluli k Pitcairnovu ostrovu a protože ostrov nebyl zakreslen v britských mapách, tak se zde usadili a loď potopili. Se vzbouřenci na ostrov připluly i jejich tahitské ženy a několik domorodých mužů. Mezi tahitskými muži a britskými vzbouřenci vzrůstalo napětí, které 20. září 1793 vyústilo v revoltu Tahiťanů, během níž tahitští muži zavraždili pět z devíti vzbouřenců, mezi nimi i Fletchera Christiana.